# Einar Christiansen
Arne Einar Christiansen (født 20. juli 1861 i København, død 25. september 1939 sammesteds) var en dansk journalist, kritiker og titulær professor. Bedst kendt var han som forfatter og teaterdirektør.
Han var søn af kommandør Eduard Christiansen og hustru født Hvidt. Han blev student fra Metropolitanskolen i 1878 og cand.theol. fra Københavns Universitet i 1886.
Han var redaktør af Illustreret Tidende 1892-99.
1899-1909 var Einar Christiansen kunstnerisk direktør for Det Kongelige Teater og Kapel og 1912-24 meddirektør for Folketeatret. Han har skrevet to librettoer og en lang række romaner og skuespil.
Han var Ridder af Dannebrog (1903) og Dannebrogsmand (1922). 1909 blev han titulær professor.
Han er begravet på Hellebæk Kirkegård.